# Beyond the Valley of the Murderdolls
Beyond the Valley of the Murderdolls es el álbum debut de la banda Murderdolls lanzado en el 2002. Musicalmente mezcla elementos del Glam metal y el Horror punk. Fue lanzado bajo el sello Roadrunner Records y alcanzó el lugar #40 en los "UK Albums Chart".

## Lista de canciones
1. "Slit My Wrist" – 3:50 (Cover de la canción Galactic Chicken Shit The Frankenstein Drag Queens From Planet 13)
2. "Twist My Sister" – 2:06 (Cover de The Frankenstein Drag Queens From Planet 13)
3. "Dead In Hollywood" – 2:49 (Cover de la canción Hooray for Horrorwood The Frankenstein Drag Queens From Planet 13)
4. "Love At First Fright" – 3:07 (Cover de The Frankenstein Drag Queens From Planet 13)
5. "People Hate Me" – 4:49
6. "She Was A Teenage Zombie" – 3:02
7. "Die My Bride" – 3:14 (Cover de The Frankenstein Drag Queens From Planet 13)
8. "Graverobbing U.S.A" – 3:21 (Cover de The Frankenstein Drag Queens From Planet 13)
9. "197666" – 2:19 (Cover de The Frankenstein Drag Queens From Planet 13)
10. "Dawn Of The Dead" – 3:43 (Cover de The Frankenstein Drag Queens From Planet 13)
11. "Let's Go To War" – 3:23
12. "Dressed to Depress" – 2:13
13. "Kill Miss America" – 2:27 (Cover de The Frankenstein Drag Queens From Planet 13)
14. "B-Movie Scream Queen" – 3:49
15. "Motherfucker I Don't Care" – 2:55

### Pistas adicionales
El 23 de septiembre del 2003, Roadrunner Records relanzó el disco. Con seis canciones nuevas, incluido un cover de Billy Idol "White Wedding". 
1. "Crash Crash" – 3:13
2. "Let's Fuck" – 1:24
3. "I Take Drugs" – 1:43
4. "White Wedding" – 3:54 (Cover de Billy Idol)
5. "Welcome to the Strange" – 4:19 (Cover de The Frankenstein Drag Queens From Planet 13)
6. "I Love to Say Fuck" – 4:29 (Cover de The Frankenstein Drag Queens From Planet 13)

### DVD incluido
Después de la edición especial lanzada, la discográfica Roadrunner Records relanzó el álbum, con una DVD adicional que trae cuatro videos de las canciones. Fue lanzado el 21 de octubre del 2003. La cubierta seguía siendo la misma que la de la edición lanzada un mes atrás. 
1. "I Love to Say Fuck" (En vivo) - DVD
2. "Dead in Hollywood" - DVD
3. "Love at First Fright" - DVD
4. "White Wedding" - DVD

## Créditos
- Wednesday 13 – Vocalista
- Joey Jordison – Coros, guitarra, batería, bajo
- Tripp Eisen – guitarra
- Acey Slade - Guitarra. Reemplazo a Tripp Eisen
- Ben Graves – Batería
- Eric Griffin – Bajo

## Versiones lanzadas anteriormente
En total 12 de las canciones fueron grabadas anteriormente por la banda Frankenstein Drag Queens From Planet 13 y 1 fue grabada por la banda Maniac Spider Trash, algunas de las letras o títulos de las canciones fueron cambiadas para el proyecto de Murderdolls (por ejemplo "Horray For Horrorwood" fue cambiada a "Dead In Hollywood"). Sin embargo Wednesday 13 escribió todas las canciones.

## Trivia
- El título del álbum es una referencia hacia la película de Russ Meyer, "Beyond the Valley of the Dolls".
- La canción "Twist My Sister" es un homenaje a la banda Twisted Sister.
- Joey Jordison tocó la guitarra mientras que Tripp Eisen tocaba los solos. Jordison también tocó la batería. Mientras que Wednesday 13 y Jordison se compartían el trabajo de tocar el bajo.
- Ben Graves y Eric Griffin se unieron a la banda después de que se grabara el álbum.
- Tripp Eisen dejó la banda y fue remplazado por Acey Slade.
- Murderdolls tocó las canciones "197666" y "Dead In Hollywood", en el WB show, Dawson's Creek.

- Datos: Q2712092